# Sphagoeme nigrotibialis
Sphagoeme nigrotibialis là một loài bọ cánh cứng trong họ Cerambycidae.